# خارف

قبيلة خارف
واحدة من أشهر قبائل حاشد وإحدى بطونها الأربع الرئيسية: قبيلة خَارف، قبيلة بني صُرَيم، قبيلة عِذَر، وقبيلة العُصَيمات. وتتمركز في منطقة شمال صنعاء ، وتتبع إدارياً محافظة عمران.
زعماء قبيلة خارف هم آل (أبو شوارب)، وكبيرهم الآن هو الشيخ جبران مجاهد أبو شوارب وهو ابن الزعيم القبلي والقائد العسكري مجاهد أبو شوارب.
ومن أعلام هذه الأسرة المتزعمة لقبيلة خارف - أيضاً - الشيخ كهلان مجاهد أبو شوارب عضو مجلس الشورى ومحافظ محافظة عمران سابقاً، وهو ابن الشيخ مجاهد أبو شوارب.
وتنقسم قبيلة خارف إلى خمسة أخماس، الواحد منها: خميس، يتزعم كل خميس منهم شيخ، وفي النهاية يتزعم الجميع شيخ واحد هو أبو شوارب.
ومن أعلام قبيلة خارف:
- أبو شوارب: يتزعمون خميس بني جُبَر (عَلَىْ وَزْنِ عُمَرَ).
- هراش، وهم أسرة عريقة مسكنهم مركز المديرية (السوق الجديد)، ويتزعمون خميس هراش.
- القديمي، وهم أسرة كبيرة مسكنهم «عَرَقَة القُدَيمِي» ويتزعمون خميس القديمي، ويشمل خميس القديمي (12) قرية.[2]

## عُزَل ومناطق خارف
في الوقت الحالي: مديرية خارف إحدى مديريات محافظة عمران في اليمن. بلغ عدد سكانها 45977 نسمة عام 2004م. تقع المديرية في جنوب شرق محافظة عمران وتضم ثماني عزل. مركز المديرية مدينة السوق الجديد.

موقع مديرية خارف في محافظة عمران

وتنقسم خارف إلى (8) عُزَل، هي: عزلة بني جُبَر، عزلة خميس القديمي، عزلة خميس القائفي، عزلة خميس حرمل، عزلة خميس هراش، عزلة ثلث الزُّوْدِي، عزلة ثلث ضَحْيَان، عزلة ثلث الوَاسِط، عزلة خميس أبو ذَيْبَة.

## خارف في عهد النبوة
عندما توافدت قبائل العرب تبايع النبي محمد ﷺ، كانت قبيلة خارف من القبائل اليمنية السباقة في الوفود على النبي ﷺ.
وقد ذكر ابن هشام في سيرته خبر قدوم وفد همدان فقال:

وقدم وفد همدان على رسول الله (صلى الله عليه وسلم) فيما حدثني من أثق به عن عمرو بن عبد الله بن أذينة العبدي عن أبي إسحاق السبيعي، قال: قدم وفد همدان على رسول الله صلى الله عليه وسلم، منهم مالك بن نَمَط، وأبو ثور وهو ذو المِشْعَار، ومالك بن أَيْفَع، وضِمَام بن مالك السَّلْمَانِي، وعُمَيرة بن مالك الخَارِفِيّ، فلقوا رسول الله (صلى الله عليه وسلم) مرجِعُهُ من تَبُوك وعليهم مُقَطَّعَات الحِبَرَات والعمائم العَدَنِيَّة بِرِحَالِ المَيْسِ على المَهْرِيَّة والأَرْحَبِيَّة. ومالك بن نَمَط ورجلٌ آخر يرتجزان بالقوم، يقول أحدهما (من بحر الرَّجَز):

هَمْدَانُ خَيْرُ سُوْقَةٍ وَأَقْيَالْ

لَيْسَ لَهَا فِيْ الْعَالَمِيْنَ أَمْثَالْ

مَحَلُّهَا الْهَضْبُ وَمِنْهَا الأَبْطَالْ

لَهَا إِطَابَاتٌ بِهَا وَآكَالْ
ويقولُ الآخر (من بحر الرَّجَز):

إِلَيْكَ جَاوَزْنَ سَوَادَ الرِّيْفِ

فِيْ هَبَوَاتِ الصَّيْفِ وَالْخَرِيْفِ

مُخَطَّمَاتٍ بِحِبَالِ اللِّيْفِ

فقام مالك بن نَمَط بين يديه فقال: يا رسول الله، نَصِيَّةٌ من هَمْدَان من كل حَاضِرٍ وبَادٍ، أتوك على قُلُصٍ نَوَاجٍ، متصلة بحبائل الإسلام، لا تأخذهم في الله لومة لائم، من مخلاف خَارِف ويَام، وشاكر أهل السَّوْد والقَوْد. أجابوا دعوة الرسول، وفارقوا الالهات الأنصاب، عهدهم لا ينقض ما أَقَامَتْ لَعْلَعُ، وما جَرَى اليَعْفُورُ بِصُلَّعٍ.

فكتب لهم (رسول الله صلى الله عليه وسلم) كتاباً فيه:

بسم الله الرحمن الرحيم. هذا كتاب من رسول الله محمد لمِخْلاَفِ خَارِف وأهل جَنَاب الهَضْب وحِقَافِ الرَّمْلِ مع وافدها ذي المِشْعَار مالك بن نَمَط ومَنْ أسلم من قومه، على أن لهم فِرَاعَهَا ووِهَاطَهَا ما أقاموا الصلاة وآتوا الزكاة، يأكلون علافها ويَرعَون عَفَاءَهَا، لهم بذلك عهد الله وذِمَامُ رسوله، وشَاهِدُهُمُ المهاجرون والأنصار.

فقالَ في ذلكَ مالكُ بنُ نَمَط (من بحرالطويل):

ذَكَرْتُ رَسُوْلَ اللهِ فِيْ فَحْمَةِ الدُّجَىْ ***** وَنَحْنُ بِأَعْلَىْ رَحْرَحَانَ وَصَلْدَدِ

وَهُنَّ بِنَا خُوْصٌ قَلاَئِصُ تَغْتَلِيْ ***** بِرُكْبَانِهَا فِيْ لاَحِبٍ مُتَمَدِّدِ

عَلَىْ كُلِّ فَتْلاَءَ الذِّرَاعَيْنِ جَسْرَةٍ ***** تَمُرُّ بِنَا مَرَّ الْهِجَفِّ الْخَفَيْدَدِ

حَلَفْتُ بِرَبِّ الرَّاقِصَاتِ إِلَىْ مِنَىْ ***** صَوَادِرَ بِالرُّكْبَانِ مِنْ هَضْبِ قَرْدَدِ

بِأَنَّ رَسُوْلَ اللهِ فِيْنَا مُصَدَّقٌ ***** رَسُوْلٌ أَتَىْ مِنْ عِنْدِ ذِيْ الْعَرْشِ مُهْتَدِ

فَمَا حَمَلَتْ مِنْ نَاقَةٍ فَوْقَ رَحْلِهَا ***** أَشَدَّ عَلَىْ أَعْدَائِهِ مِنْ مُحَمَّد

وَأَعْطَىْ إِذَا مَا طَالِبُ الْعُرْفِ جَاءَهُ ***** وَأَمْضَىْ بِحَدِّ الْمَشْرَفِيِّ الْمُهَنَّدِ

```
*انتهى ما أوردناه من السيرة النبوية لابن هشام.
[
45
]
```

وقد ورد خبر وفد همدان على النبي ﷺ في مراجع أخرى عديدة.
ملاحظة: جميع الشروح للمعاني والأبيات الشعرية منقولة مع مراجعها من كتاب: قبائل اليمن في السيرة النبوية، لـ(عمار أحمد جندب).

## نضال قبيلة خارف
كان لقبيلة خارف دور نضالي كبير عبر التاريخ. ومن ذلك نضالهم وجهادهم في نشر الإسلام. وفي التاريخ الحديث نضالهم ضد الوجود التركي في اليمن.

ومن بعد ذلك نضالهم ضد النظام الإمامي ومشاركتهم في ثورة سبتمبر 1962م ضده، ودعمهم للنظام الجمهوري ضد النظام الملكي. ولا يخفى دور الشيخ المناضل مجاهد أبو شوارب وغيره من أبناء هذه القبيلة في النضال الوطني. وقد قدمت المئات من أبنائها شهداء للدفاع عن الوطن اليمني. كما كان لهم دور في كل موطن مشرف لخدمة الوطن والذود عن حماه.
1. ↑  راجع: المركز الوطني للمعلومات باليمن: http://www.yemen-nic.net نسخة محفوظة 2015-04-10 على موقع واي باك مشين.
2. ↑  http://ejabat.google.com/ejabat/thread?tid=7ce324816762c739%5Bوصلة+مكسورة%5D
3. ↑  المركز الوطني للمعلومات. "نبذة تعريفية عن محافظة عمران". مؤرشف من الأصل في 2017-07-16. اطلع عليه بتاريخ 2011-03-30.
4. ↑  "الدليل الشامل - محافظة عمران - مديرية خارف". مؤرشف من الأصل في 2016-03-05.
5. ↑  الْمُقَطَّعَاتُ: ثِيَابٌ قِصَارٌ. راجع: أساس البلاغة للزَّمَخْشَرِيّ - مادة: قطع.
6. ↑  الْحِبَرَاتُ: ثِيَابٌ مُخَطَّطَةٌ فَاخِرَةٌ، كَانَتْ تُصْنَعُ فِيْ اليمن، الْوَاحِدَةُ: حِبَرَةٌ. قَالَ الزَّبِيْدِيُّ فِيْ تَاجِ الْعَرُوْسِ: الْحِبْرَةَُ، وَالْحِبَرَةَُ: ضَرْبٌ مِنْ بُرُوْدِ الْيَمَنِ مُنْمَّرَةٌ ((أَيْ مُخَطَّطَةٌ))، وَالْجَمْعُ: حِبَرٌ وَحِبَرَاتٌ، وَحَبَرٌ وَحَبَرَاتٌ. راجع: تاج العروس من جواهر القاموس - مادة: حبر.
7. ↑  الْمَيْسُ: شَجَرَةٌ مِنْ أَجْوَدِ الشَّجَرِ وَأَصْلَبِهِ وَأَصْلَحِهِ لِصَنْعَةِ الرِّحَالِ، فَلَمَّا كَثُرَ ذَلِكَ قَالَتِ الْعَرَبُ: الْمَيْسُ: الرَّحْلُ. انظر: لسان العرب - مادة: ميس.
8. ↑  الْمَهْرِيَّةُ وَالأَرْحَبِيَّةُ: نُوْقٌ فَاخِرَةٌ تُنْسَبُ إِلَىْ الْمَهَرَةِ، وَإِلَىْ أَرْحَبَ بِأَرْضِ الْيَمَنِ.
9. ↑  السُّوْقَةُ: الرَّعِيَّةُ الَّتِيْ تَسُوْسُهَا الْمُلُوْكُ، سُمُّوْا سُوْقَةً ؛ لِأَنَّ الْمُلُوْكَ يَسُوْقُوْنَهُمْ فَيَنْسَاقُوْنَ لَهُمْ، يُقَالُ لِلْوَاحِدِ: سُوْقَةٌ وَلِلْجَمَاعَةِ: سُوْقَةٌ. قَالَ الْجَوْهَرِيُّ: وَالسُّوْقَةُ خِلاَفُ الْمَلِكِ. انظر: لسان العرب، مادة: سوق.
10. ↑  الأَقْيَالُ: الْمُلُوْكُ، جَمْعُ قَيْلٍ، وَالْقَيْلُ: الْمَلِكٌ مِنْ مُلُوْكِ الْيَمَنِ دُوْنَ الْمَلِكِ الأَعْظَمِ الَّذِيْ يُسَمَّىْ التُّبَّعُ. راجع: الصحاح، مادة: قول.
11. ↑  الْهَضْبُ وَالْهِضَبُ: جَمْعُ هَضْبَةٍ، وَهِيَ الْجَبَلُ الْمُنْبَسِطُ عَلَىْ وَجْهِ الأَرْضِ. الصحاح، مادة: هضب.
12. ↑  الإِطَابَاتُ: الأَمْوَالُ الطَّيِّبَةُ. وَالآكَالُ: مَا يَأْخُذُهُ الْمَلِكُ مِنْ رَعِيَّتِهِ.
13. ↑  سَوَادُ الرِّيْفِ: الأَرْضُ الْخِصْبَةُ ذَاتُ الزَّرْعِ وَالْمَرْعَىْ. قَالَ اِبْنُ مَنْظُوْرٍ فِيْ لِسَانِ الْعَرَبِ: الرِّيْفُ: الْخِصْبُ وَالسَّعَةُ فِيْ الْمَآكِلِ، وَالْجَمْعُ: أَرْيَافٌ فَقَطْ. وَالرِّيْفُ: مَا قَارَبَ الْمَاءَ مِنْ أَرْضِ الْعَرَبِ وَغَيْرِهَا، وَالْجَمْعُ: أَرْيَافٌ وَرُيُوْفٌ. وَالرِّيْفُ: أَرْضٌ فِيْهَا زَرْعٌ وَخِصْبٌ. انظر: لسان العرب، مادة: ريف.
14. ↑  الْهَبَوَاتُ: جَمْعُ هَبْوَةٍ، وَهِيَ الْغَبَرَةُ. راجع: لسان العرب، مادة: هبا.
15. ↑  مُخَطَّمَاتٌ: مَرْبُوْطَاتٌ فِيْ أُنُوْفِهِنَّ، وَالْمَخَاطِمُ: الأُنُوْفُ، وَاحِدُهَا: مَخْطِمٌ، بِكَسْرِ الطَّاءِ. وَالْخِطَامُ: الزِّمَامُ. راجع: الصحاح - خطم.
16. ↑  النَّصِيَّةُ: مَنْ يُنْتَصَىْ مِنَ الْقَوْمِ، أَيْ يُخْتَارُ مِنْ نَوَاصِيْهِمْ، وَهُمُ الرُّؤُوْسُ وَالأَشْرَافُ، وَيُقَالُ لِلرُّؤَسَاءِ: نَوَاصٍ، كَمَا يُقَالُ لِلأَتْبَاعِ أَذْنَابٌ. وَنَصِيَّةُ الْقَوْمِ: خِيَارُهُمْ. انظر: لسان العرب، مادة: نصا.
17. ↑  الْحَاضِرُ: سَاكِنُ الْحَضَرِ، وَهِيَ الْمَدِيْنَةُ. وَالْبَادِ: سَاكِنُ الْبَادِيَةِ، وَهِيَ الصَّحْرَاءُ.
18. ↑  قُلُصٌ: جَمْعُ قَلُوْصٍ، وَهِيَ النَّاقَةُ الشَّابَّةُ الْفَتِيَّةُ. راجع: لسان العرب، مادة: قلص.
19. ↑  نَوَاجٍ: أَيْ مُسْرِعَاتٍ. راجع: لسان العرب، مادة: نجا.
20. ↑  السَّوْدُ: السِّيَادَةُ. وَالْقَوْدُ: الْخَيْلُ، وَقِيْلَ الْخَيْلُ الَّتِيْ تُقَادُ وَلاَ تُرْكَبُ، فَهِيَ تُجَنَّبُ لِوَقْتِ الْحَاجَةِ إِلَيْهَا. راجع: لسان العرب، مادة: قود.
21. ↑  الأَنْصَابُ: الأَوْثَانُ. راجع: تاج العروس، مادة: نصب.
22. ↑  لَعْلَعُ: اِسْمُ جَبَلٍ. وَفَسَّرَهُ اِبْنُ الأَثِيْرِ فَقَالَ: هُوَ جَبَلٌ وَأَنَّثَهُ ؛ لِأَنَّهُ جَعَلَهُ اِسْمَاً لِلْبُقْعَةِ الَّتِيْ حَوْلَ الْجَبَلِ. راجع: لسان العرب، مادة: لعع.
23. ↑  الْيَعْفُوْرُ: وَلَدُ الظَّبْيَةِ وَالْبَقَرَةِ الْوَحْشِيَّةِ، سُمِّيَ بِذَلِكَ لِكَثْرَةِ لُزُوْقِهِ بِالأَرْضِ فَيَتَعَفَّرُ بِالتُّرَابِ. راجع: تهذيب اللغة، مادة: عفر.
24. ↑  صُلَّعٌ: الْجَبَلُ الَّذِيْ لاَ نَبْتَ فِيْهِ، وَالصُّلَّعُ: الْحَجَرُ. انظر: المحكم والمحيط الأعظم لابن سيدة، مادة: صلع.
25. ↑  الْفِرَاعُ: مَا عَلاَ مِنَ الأَرْضِ وَاِرْتَفَعَ. راجع: اللسان، مادة: رفع.
26. ↑  الْوَهْطُ وَالْوِهَاطُ: مَا اِطْمَأَنَّ ((اِنْخَفَضَ)) مِنَ الأَرْضِ. راجع: تاج العروس، مادة: وهط.
27. ↑  الْعِلاَفُ: جَمْعُ: عَلَفٍ، وَهُوَ مَا تَأْكُلُهُ الْمَاشِيَةُ. راجع: لسان العرب، مادة: علف.
28. ↑  عَفَاءَهَا: أَرْضَهَا، وَالْعَفَاءُ: التُّرَابُ. راجع: لسان العرب - عفا.
29. ↑  الذِّمَامُ: جَمْعُ ذِمَّةٍ، وَالذِّمَّةُ: الْعَهْدُ وَالْكَفَالَةُ. راجع: لسان العرب، مادة: ذمم.
30. ↑  الدُّجَىْ: الظُّلْمَةُ. وَفَحْمَةُ الدُّجَىْ: شِدَّةُ الظُّلْمَةِ.
31. ↑  رَحْرَحَانُ: اِسْمُ جَبَلٍ قَرِيْبٍ مِنْ عُكَاظَ. راجع: لسان العرب، مادة:رحح.
32. ↑  صََلْدَدُ، كَجَعْفَرٍ: مَوْضِعٌ بِالْيَمَنِ، فِيْمَا يُقَالُ، أَوْ قُرْبَ رَحْرَحَانَ. راجع: تاج العروس، مادة: صلد.
33. ↑  خُوْصٌ: ضَيِّقَاتُ الأَعْيُنِ، وَهُوَ مِمَّا تُمْدَحُ بِهِ النُّوْقُ.
34. ↑  قَلاَئِصُ: جَمْعُ قَلُوْصٍ، وَهِيَ النَّاقَةُ الشَّابَّةُ الْفَتِيَّةُ. راجع: لسان العرب، مادة: قلص.
35. ↑  تَغْتَلِيْ: تُسْرِعُ فِيْ السَّيْرِ، وَالاِغْتِلاَءُ: الإِسْرَاعُ. راجع: لسان العرب، مادة: غلا.
36. ↑  لاَحِبٌ: وَاضِحٌ، وَهُوَ هُنَا يَصِفُ الطَّرِيْقَ.
37. ↑  نَاقَةٌ فَتْلاَءُ الذِّرَاعَيْنِ، وَفِيْ ذِرَاعَيْهَا فَتَلٌ، وَهُوَ تَبَاعُدُهُمَا عَنِ الْجَنْبَيْنِ كَأَنَّهُمَا فُتِلاَ عَنْهُمَا. وَنَاقَةٌ جَسْرَةٌ: قَوِيَّةٌ جَرِيْئَةٌ عَلَىْ السَّفَرِ. راجع: أساس البلاغة للزَّمَخْشَرِيّ، مادة: فتل، جسر.
38. ↑  الْهِجَفُّ: الظَّلِيْمُ الْمُسِنُّ، وَالظَّلِيْمُ: ذَكَرُ النَّعَامَةِ. راجع: لسان العرب، مادة: هجف.
39. ↑  الْخَفَيْدَدُ: السَّرِيْعُ. راجع: لسان العرب، مادة: خفد.
40. ↑  حَلَفْتُ بِرَبِّ الرَّاقِصَاتِ إِلَىْ مِنَىْ: يَقْصِدُ النُّوْقَ لِأَنَّهُنَّ يُسْرِعْنَ فِيْ مَشْيِهِنَّ بِاِتِّجَاهِ مِنَىً فِيْ مَكَّةَ، فَكَأَنَّهُنَّ يَرْقُصْنَ بِمَشْيِهِنَّ السَّرِيْعِ.
41. ↑  الْقَرْدَدُ: مَا اِرْتَفَعَ مِنَ الأَرْضِ. راجع: المحكم والمحيط الأعظم لابن سيدة، مادة: قرد.
42. ↑  طَالِبُ الْعُرْفِ: أَيْ طَالِبُ الْمَعْرُوْفِ وَالإِحْسَانِ.
43. ↑  السُّيُوْفُ الْمَشْرَفِيَّةُ: مَنْسُوْبَةٌ إِلَىْ مَشَارِفِ الشَّأْمِ، وَهِيَ قُرَىً مِنْ أَرْضِ الْعَرَبِ تَدْنُوْ مِنَ الرِّيْفِ، يُقَالُ: سَيْفٌ مَشْرَفِيُّ وَلاَ يُقَالُ: مَشَارِفيٌّ ؛ لِأَنَّ الْجَمْعُ لاَ يُنْسَبُ إِلَيْهِ إِذَا كَانَ عَلَىْ هَذَا الْوَزْنِ. انظر: العباب الزاخر واللباب الفاخرللصاغاني، مادة: شرف.
44. ↑  وَالْمُهَنَّدُ: السَّيْفُ الْمَطْبُوْعُ مِنْ حَدِيْدِ الْهِنْدِ. انظر: الصحاح، مادة: هند.
45. ↑  انظر: السيرة النبوية لابن هشام، قدوم وفد همدان على النبي (صلى الله عليه وسلم).
46. ↑  راجع - أيضاً: الأمالي للزَّجَاجِيّ. والعقد الفريد لابن عبد ربه الأندلسي - كتاب الجُمَانَة في الوُفُود.
47. ↑  انظر: قبائل اليمن في السيرة النبوية، عمار أحمد جندب، ص221 وما بعدها.
48. ↑  راجع: الثورة والنفق المظلم، عبد الملك محمد الطيب.

- "الجهاز المركزي للإحصاء بالجمهورية اليمنية". مؤرشف من الأصل في 2023-03-07.
- "المركز الوطني للمعلومات باليمن". مؤرشف من الأصل في 2015-04-10. اطلع عليه بتاريخ 2019-09-05.